# Georgios Tsitas

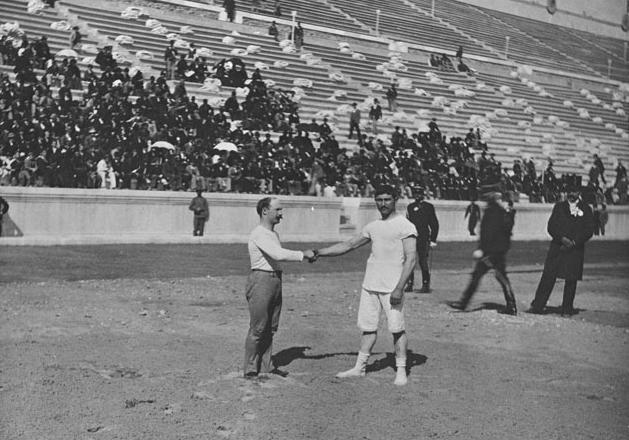
Georgios Tsitas (rechts) und Carl Schuhmann

Georgios Tsitas (griechisch Γεώργιος Τσίτας, * 1872 in Izmir, Osmanisches Reich; † zwischen 1940 und 1945) war ein griechischer Ringer.

## Olympia 1896 Athen
In der ersten Runde der Ringerwettbewerbe im Stil griechisch-römisch hatte Tsitas ein Freilos, sodass er erst im Semifinale antreten musste. Er war damit in den Medaillenrängen, bevor er überhaupt einen Kampf ausgetragen hatte. Im Semifinale kämpfte Tsitas gegen seinen griechischen Landsmann Stephanos Christopoulos. Er gewann den Kampf, indem er Christopoulos zu Boden warf. Im Finale der Wettkämpfe musste Tsitas gegen den deutschen Ringer Carl Schuhmann kämpfen. Am ersten Tag kämpfte er 40 Minuten gegen den Deutschen, ehe der Einbruch der Dunkelheit den Kampf unterbrach. Am nächsten Tag verlor Tsitas nach fünfzehn weiteren Minuten den Kampf.

## Erfolge
| Olympia    | Disziplin                 | Medaille |
| ---------- | ------------------------- | -------- |
| Athen 1896 | Ringen griechisch-römisch | Silber   |